# Escudo santotomense
El escudo fue la moneda de Santo Tomé y Príncipe entre 1914 y 1977. Era equivalente al escudo portugués y se subdividía en cien centavos.

## Historia
El escudo sustituyó al real santotomense a una tasa de 1.000 reales = 1 escudo. Inicialmente, solo los billetes fueron emitidos en el nombre de Santo Tomé y Príncipe mientras se usaban monedas portuguesas. Solo en 1929 se emitieron monedas para la colonia. El escudo fue sustituido a la par por el dobra tras la independencia.

## Monedas
En 1929, se introdujeron monedas de 10, 20 y 50 centavos, éstas fueron acuñadas en bronce de níquel. En 1939 fue agregada la moneda de 1 escudo de cupro-níquel y los valores de 2½, 5 y 10 escudos en plata. Las numismas de 10, 20, 50 centavos (además de reducirse su tamaño) y 1 escudo comenzaron a acuñarse en bronce, y las monedas de 2½ escudos se empezaron a producir en cupro-níquel en 1962. Nueve años más tarde, en 1971, las monedas de 10 centavos comenzaron a acuñarse en aluminio, las monedas de 5 y 10 escudos comenzaron a ser de cupro-níquel y las de 20 escudos se produjeron en níquel. Este fue el último año de producción de monedas.
Cabe aclarar que tambnién se acuñó una moneda en plata de 50 escudos en 1970, en conmemoración a los quinientos del descubrimiento del archipiélago de Santo Tomé y Príncipe.

## Billetes
En 1914, el Banco Nacional Ultramarino introdujo billetes de 10, 20 y 50 centavos, seguido por los de 5 centavos en 1918. En 1921, las grandes denominaciones de 1, 2 ½, 5, 10, 20, 50 y 100 escudos fueron introducidas. El papel moneda valuado en 500 escudos fue introducido en 1956, y fue seguido por el billete de 1.000 escudos en 1964.
Entre 1974 y 1976, el Banco Nacional de Santo Tomé y Príncipe emitió cheques al portador en circulación en denominaciones de 100, 500 y 1.000 escudos. En 1976, el Banco Nacional también emitió papel moneda del Banco Nacional Ultramarino, sobreimpreso con el nombre del nuevo banco, en denominaciones de 20, 50, 100, 500 y 1.000 escudos.